# Бабина Гора (Канівський район)
Ба́бина Гора́ — урочище на території Канівського району Черкаської області України. Розташоване за 2 км на південь від села Бучак в районі будівництва Канівської ГАЕС.
Урочище представлене великим лісовим масивом на височині, обмеженим із сходу узбережжям Канівського водосховища. Ця територія насичена археологічними пам'ятками ранньослов'янського періоду. Борис Рибаков відносив урочище до провідних святилищ цього періоду на Середньому Подніпров'ї.
Городище і могильник розташовані на сусідніх високих пагорбах Бабина Гора і Дідів Шпиль на правому березі Дніпра поблизу с. Бучак (Черкаська обл.) біля Канева. Пам'ятки досліджували у 1970-1975 рр. Є.В. Максимов, Р.В. Терпиловський, Л.О. Циндровська.
Невелике городище займало вузьку вершину горба Бабина Гора, захищену подвійною лінією укріплень. Біля його підніжжя відоме неукріплене селище. На городищі знайдено залишки 7 жител з глинобитними стінами і вогнищами. Поблизу будівель та всередні них розташовані господарські ями. Ще кілька подібних жител виявлено на селищі. З городища і селища походить багато посуду - кухонного і тарного (горшки, корчаги, покришки, диски) та столового (насамперед чорнолощених мисок). Знайдено також бронзові фібули, уламки зернотерок, серпи і косу, побутові речі, прикраси, наконечник списа, уламки античних амфор. У рештках укріплень виявлено наконечники сарматських стріл.
На могильнику Дідів Шпиль відкрито 52 різночасових поховання. Серед них - 14 тілоспалень з інвентарем, 2 безінвентарні кремації та кенотаф зарубинецької культури, а також 10 тілопокладень з посудом пізньоскіфського типу і 2 поховання дитячих черепів. Могильні ями неглибокі (до 0,5 м), переважно прямокутної форми (до 1,6 х 0,7 м). Поховальний інвентар зарубинецьких поховань складався з ліпного посуду (грубноліпних і лощених горщиків, мисок, кухликів), античної сіроглиняної чаші, фібул середньолатенської схеми і бронзових шпильок, намистин, кісток тварин - залишків жертовної їжі. Знахідки свідчать про тісні зв'язки місцевих племен з населенням Нижнього Подніпров'я. Поселення і могильник датовано 1 ст. до н.е. - 1 ст. н.е.
*З навчального посібника "Давні слов'яни. Археологія та історія", К. "Стародавній світ", 2012, 366с., нак. 1000 прим., - с.298.